# البطولة العربية لألعاب القوى 2017
البطولة العربية لألعاب القوى 2017 هي النسخة العشرين من البطولة العربية لألعاب القوى، ستقام 15 و18 يوليو 2017 في الملعب الأولمبي برادس في رادس جنوب تونس العاصمة في تونس بمشاركة 20 دولة. نظم البطولة الاتحاد العربي لألعاب القوى بالتشاركة مع الجامعة التونسية لألعاب القوى.

## جدول الميداليات
| الترتيب | منتخب                    | ذهبية | فضية | برونزية | المجموع |
| ------- | ------------------------ | ----- | ---- | ------- | ------- |
| 1       | المغرب                   | 12    | 11   | 8       | 31      |
| 2       | تونس                     | 9     | 13   | 12      | 34      |
| 3       | الجزائر                  | 9     | 5    | 4       | 18      |
| 4       | الكويت                   | 4     | 1    | 3       | 8       |
| 5       | السعودية                 | 3     | 6    | 3       | 12      |
| 6       | السودان                  | 2     | 3    | 3       | 8       |
| 7       | جيبوتي                   | 2     | 1    | 0       | 3       |
| 8       | قطر                      | 2     | 0    | 3       | 5       |
| 9       | الإمارات العربية المتحدة | 2     | 0    | 0       | 2       |
| 10      | العراق                   | 1     | 4    | 2       | 7       |
| 11      | عمان                     | 0     | 2    | 3       | 5       |
| 12      | الأردن                   | 0     | 0    | 1       | 1       |
| 12      | لبنان                    | 0     | 0    | 1       | 1       |
| المجموع | المجموع                  | 46    | 46   | 43      | 135     |

## القنوات الناقلة
سينقل فعاليات هذه البطولة كل من:
- اتحاد إذاعات الدول العربية.[2]

## مقالات ذات صلة
- الاتحاد العربي لألعاب القوى

## روابط خارجية
- الموقع الرسمي للجامعة التونسية لألعاب القوى.
- الموقع الرسمي للاتحاد العربي لألعاب القوى.